# 尖吻龍占
尖吻裸頰鯛（學名：Lethrinus olivaceus）又稱尖吻龍占、長吻龍占，俗名豬哥仔、龍尖為輻鰭魚綱鱸形目龍占魚科的其中一個種。其种加词“olivaceus”意为“橄榄绿色的”。

## 分布
本魚分布於印度西太平洋區，包括紅海、東非、馬達加斯加、模里西斯、留尼旺、馬爾地夫、塞席爾群島、波斯灣、斯里蘭卡、印度、安達曼海、泰國、印尼、馬來西亞、越南、日本、台灣、中國沿海、菲律賓、新幾內亞、澳洲、马里亚纳群岛、諾魯、帛琉、所羅門群島、馬紹爾群島、密克羅尼西亞、斐濟群島、夏威夷群島、薩摩亞群島、法屬玻里尼西亞、新喀里多尼亞、東加、吉里巴斯、吐瓦魯、萬那杜等海域。

## 深度
水深1至185公尺。

## 特徵
本魚吻特別尖長，魚體呈灰褐色，頭部及背部顏色較深。上頜側齒非常尖銳，口內鮮紅色；背鰭淺紅色；臀鰭和腹鰭灰色；胸鰭淺黃色；尾鰭暗灰色，呈新月形彎入，邊緣顏色較淡。側線鱗片數約47至48枚，背鰭硬棘10枚、軟條9枚；臀鰭硬棘3枚、軟條8枚。體長可達100公分。

## 生態
為本科體型最大者，棲息在礁湖或向海礁坡，產卵期會成群出現；屬於肉食性，以魚類、甲殼類及軟體動物為食，警覺性高。

## 經濟利用
為美味的食用魚，尤其用鹽烤最佳。清蒸及紅燒也十分美味。